# Juracimbrophlebia
Juracimbrophlebia ist eine Gattung der Schnabelfliegen (Mecoptera) aus der ausgestorbenen Familie der Cimbrophlebiidae. Die Vertreter der Gattung lebten im späten Mitteljura an der Bathonium-Callovium-Grenze im Bereich des heutigen Nordost-China. Eine Uran-Blei-Datierung mittels SHRIMP und eine Argon-Argon-Datierung legen eine Datierung mit rund 164 bis 165 Millionen Jahre vor heute nahe. Alle bisher gefundenen Fossilien stammen aus der Jiulongshan-Formation nahe dem Dorf Daohugou der Gemeinde Shantou im Kreis Ningcheng (Autonomes Gebiet Innere Mongolei). Der Gattungsname Juracimbrophlebia ist eine Kombination aus dem Wort Jura und Cimbrophlebia, der Typusgattung der Familie Cimbrophlebiidae. Das Artepitheton der einzigen bisher bekannten Art J. ginkgofolia ergibt sich aus der Ähnlichkeit der Flügel der Tiere mit den Blättern der Ginkgopflanze Yimaia capituliformis. Diese Pflanzenart starb zwischen dem Jura und der Kreide aus und vermutlich mit ihr die an sie angepassten Juracimbrophlebia, die jedenfalls nicht mehr in der Unterkreide auftraten. Ihr vermutetes Zusammenspiel zeigt eines der mit der Erstbeschreibung im Jahr 2012 am frühesten dokumentierten Beispiele von mutualistischer Wechselbeziehung zwischen Pflanzen und Insekten in der Zeit vor dem Auftreten der Bedecktsamer, die zumindest während der Zeit der Bildung der Jiulongshan-Formation stattfand und damit vielleicht über eine Million Jahre lang andauerte.

## Merkmale
Der Körper der Tiere erreicht, soweit anhand der erhaltenen Fossilien erkennbar, etwa 38,5 Millimeter Länge. Der Kopf ist dorsal abgeflacht und hat fadenförmige Fühler, die mit zahlreichen Setae bedeckt sind. Die hervortretenden Facettenaugen nehmen den größten Teil der Seiten des Kopfes ein. Drei Punktaugen (Ocelli) sind in einem Dreieck angeordnet. Der für die Ordnung typische „Schnabel“ (Rostrum) ist langgestreckt und verjüngt sich allmählich zu seiner Spitze. Der fossile Thorax ist nur schlecht erhalten und etwas deformiert. Er ist 6,8 Millimeter lang und 3,7 Millimeter breit. Der Prothorax ist vorne gewölbt, der Metathorax ist gut abgetrennt und trägt gut erkennbar das Schildchen (Scutellum) und Prescutum. Die Beine sind wie auch bei den meisten Mückenhaften (Bittacidae; Mecoptera) sehr lang und schlank. Sie sind stark ringförmig beflaumt. Die vorderen und mittleren Beine sind teilweise fossil erhalten und nach vorne verlängert. Die Hinterbeine sind zum Greifen modifiziert und werden schlank. Ihre Schenkel (Femora) sind ungefähr 11,6 Millimeter, ihre Schienen (Tibien) 16,4 Millimeter und ihr erstes Tarsenglied (Basitarsus) ist 2,9 Millimeter lang. Die Sporne der Schienen sind verlängert.
Die Vorderflügel sind etwas breiter als die Hinterflügel und mit zumindest 32,4 Millimetern Länge erhalten. An der Basis (proximal) sind sie minimal 2,1 Millimeter breit, vor der abgerundeten Spitze sind sie maximal 8,9 Millimeter breit. Die Vorderflügel lassen eine helle Färbung erkennen und tragen mehrere transparente Flecke. Die Flügelmembrane ähnelt den Blättern der Ginkgopflanzen-Gattung Yimaia, aber auch anderen Arten der fossilen Schnabelfliegen-Familie Cimbrophlebiidae und ist deutlich runzlig. Die Form der Flügeladerung ist typisch für die der Familie Cimbrophlebiidae: Die Subcostalader (Sc) endet an der Costalader (C), etwa bei zwei Drittel der Flügellänge. Der erste Ast der Radialader (R1) entspringt in der Nähe des Flügelmal (Pterostigma). Der Radialsektor (Rs) umfasst fünf voneinander unabhängige Äste, die Medialader (M) umfasst vier Äste und ist zur Basis hin mit der Cubitalader (Cu) verwachsen. Die Verästelung der Cubitaladern Cu1 und Cu2 erfolgt bereits an der Flügelbasis. Cu2 ist kurz vor ihrem Ende stark zum Vorderflügelaußenrand hin gekrümmt. Die erste Analader (1A) hat einen einzelnen Ast und trifft gekrümmt den Vorderflügelaußenrand. Die zweite Analader (2A) hat sechs oder mehr kammförmige Primäräste und eine kurze Querader befindet sich nahe der Flügelbasis. Die Hinterflügel ähneln in Größe und Aderung den Vorderflügeln. Sie sind 33,8 Millimeter lang und maximal 8,6 Millimeter breit.
Der Hinterleib ist – soweit erhalten – 26,5 Millimeter lang und besteht zumindest aus acht sichtbaren Segmenten. Die letzten Hinterleibsglieder sind jedoch nicht erhalten, sodass auch das Geschlecht des einzig fast vollständig erhaltenen Holotypus unbekannt ist.
Die Gattung unterscheidet sich von anderen der Familie Cimbrophlebiidae durch folgende Merkmale ihres Flügelgeäders: dass die zweite Analader (2A) sechs oder mehr kammförmige Primäräste trägt, unterscheidet die Gattung von Perfecticimbrophlebia, die hier nur einen Ast mit einer distalen Gabelung trägt. Cimbrophlebia flabelliformis und Cimbrophlebia brooksi besitzen dort nur maximal vier Äste. Dass die zweite Analader nur Primäräste aufweist unterscheidet die Gattung wiederum von Malmocimbrophlebia, Telobittacus, Cimbrophlebia leahyi, Cimbrophlebia westae und Cimbrophlebia bittaciformis, die alle distal gegabelte Äste an der zweiten Analader besitzen.

## Blattmimese und vermutete Lebensweise
Die Tiere ordneten ihre vier Flügel und den Hinterleib offenbar so divergierend an, dass der gedachte Mittelpunkt bei Verlängerung dieser Körperteile im Kopfbereich lag und sie durch diese fünf „Finger“ stark den mehrgliedrigen Blättern der Ginkgopflanze Yimaia capituliformis ähnelten. Im Hinblick darauf, dass die Erstbeschreiber allerdings nur ein einzelnes Vorder- und Hinterflügelpaar mit einem einzelnen Blatt von Yimaia capituliformis verglichen und der Tatsache, dass die Flügeloberflächen ähnlich rau strukturiert sind, wie bei den Blättern mehrerer anderer Arten der Ginkgoales, ist die Zuordnung genau dieser beiden Arten nicht sicher, wenngleich dadurch die Wahrscheinlichkeit der Blattmimese bei diesen Schnabelfliegen bekräftigt wird.
Für den Grund dieser Blattmimese gibt es zwei Erklärungsversuche. Die verhältnismäßig großen Tiere (rezente Vertreter der Schnabelfliegen erreichen eine Flügelspannweite von lediglich ca. 50 Millimetern) mussten auch im Vergleich zu anderen gleichzeitig auftretenden Schnabelfliegen für Fressfeinde deutlich leichter zu entdecken sein. Außerdem mussten sie auf Grund ihrer unüblich langen und schlanken Beine schlechte Läufer und auf Grund ihrer schwach gebauten Flügel auch schlechte Flieger gewesen sein, wie es im Übrigen auch die heute noch lebenden Verwandten der Art sind. Deswegen könnten die Tiere durch ihr Aussehen in den Blättern der entsprechenden Ginkgopflanzen, welche am Fundort immerhin rund 12,4 % der gefundenen fossilen Pflanzenarten stellen, eine geeignete, ausreichend vor Fressfeinden sichere Nische besetzt haben. Der zweite Erklärungsansatz geht davon aus, dass die Tiere mit ihrem Aussehen innerhalb der Blätter der Ginkgopflanzen selbst gut einer räuberischen Lebensweise hätten nachgehen können. Zwar sind an der einzigen heute noch existierende Art der Ginkgoales, dem Ginkgo (Ginkgo biloba), kaum pflanzenfressende Tiere nachgewiesen, bei Fossilienfunden einer Variante von Yimaia capituliformis, deren Blätter stärker gefingert waren, konnte allerdings im Vergleich zu anderen mesozoischen Pflanzengruppen ein starker Anteil an Insekten-Fraßspuren nachgewiesen werden. Diese Insekten könnten die Nahrungsgrundlage von Juracimbrophlebia dargestellt haben. Die Schnabelfliegen und die Ginkgopflanzen könnten also in mutualistischer Wechselbeziehung zueinander gestanden haben, indem die Pflanze dem Feind ihrer Fressfeinde ausreichend Schutz geboten haben könnte. Diese Theorie wird dadurch bekräftigt, dass auch bei anderen Ginkgopflanzen mit fingerförmigen Blättern und Arten der Cimbrophlebiidae Überschneidungen im Vorkommen festgestellt werden konnten, wenngleich die Ähnlichkeit zwischen Juracimbrophlebia und ihrer vermuteten Symbiosepflanze bisher einzigartig blieb.

## Taxonomie und Systematik
Da beim Fossilmaterial von Juracimbrophlebia mit Ausnahme des Holotypus im Wesentlichen nur Flügel erhalten sind, versuchten Wang et al. die vermutliche verwandtschaftliche Stellung innerhalb der Familie Cimbrophlebiidae anhand der Flügelmerkmale zu ermitteln. Verglichen wurde das Material mit dem von fünf anderen Taxa und einer noch unbeschriebenen Art der Familie Cimbrophlebiidae. Anhand von vier Autapomorphien – zwei kammförmige und mehrere weitere Äste an der Ader 2A, langer Primärast an 2A, und stark gekrümmte Ader 1A – konnten drei paraphyletische Gruppen ermittelt werden, deren Verwandtschaftsverhältnisse zueinander aber nicht weitergehend bestimmt werden konnten. Zu den drei Gruppen zählt die eine, noch unbestimmte Art aus dem unteren Toarcium, die Klade Juracimbrophlebia + Malmocimbrophlebia, sowie die Klade Cimbrophlebia + Telobittacus. Die Klade Juracimbrophlebia + Malmocimbrophlebia konnte vor allem wegen des schlechten Fossilmaterials von letzterer Gattung nicht weiter analysiert werden, aber auch das Ergebnis betreffend der dritten Klade ist nur schwach auf einer einzelnen Autapomorphie begründet. Bei der Untersuchung konnte letztendlich kein Monphylum oberhalb der Gattungsebene gefunden werden, es hat sich jedoch gezeigt, dass sich die Verästelung der Ader 2A im Laufe der Entwicklung der Gruppen von einfach zu komplex veränderte.
Folgendes Kladogramm ergibt sich aus obigen Erwägungen:
|  | Juracimbrophlebia  |
|  |                    |
|  | Malmocimbrophlebia |
|  |                    |

|  | Telobittacus  |
|  |               |
|  | Cimbrophlebia |
|  |               |

|  | Juracimbrophlebia  |
|  |                    |
|  | Malmocimbrophlebia |
|  |                    |

|  | Telobittacus  |
|  |               |
|  | Cimbrophlebia |
|  |               |

|  | Juracimbrophlebia  |
|  |                    |
|  | Malmocimbrophlebia |
|  |                    |

|  | Telobittacus  |
|  |               |
|  | Cimbrophlebia |
|  |               |

|  | Juracimbrophlebia  |
|  |                    |
|  | Malmocimbrophlebia |
|  |                    |

|  | Telobittacus  |
|  |               |
|  | Cimbrophlebia |
|  |               |

## Fossilmaterial
Der Holotyp (Inventarnummer CNU-MEC-NN-2010-050P/C) hat einen gut erhaltenen, nahezu vollständigen Körper, bei dem der Großteil der vier Flügel, nicht die Flügelspitzen, der Genitalbereich und Teile der Fühler und Beine erhalten blieb. Weitere vier Paratypus-Exemplare sind bekannt, die jedoch weit weniger gut erhalten sind. Bei zweien ist beispielsweise nur ein einzelner Vorderflügel (teilweise) erhalten, bei einem weiteren sind es die überlappenden Flügel, gemeinsam mit Teilen des Körpers und der Fühler. Sämtliche Exemplare befinden sich in der Sammlung des „Key Laboratory of Insect Evolution and Environmental Changes“ der Capital Normal University in Peking.

## Belege